# Oregon Route 34
Az Oregon Route 34 (OR-34) egy oregoni állami országút, amely észak–déli irányban a 101-es szövetségi országút waldporti elágazásától a 20-as szövetségi út lebanoni csomópontjáig halad.
Az út három szakaszból (Alsea Highway No. 27, Corvallis–Newport Highway No. 33 és Corvallis–Lebanon Highway No. 210) áll.

## Leírás
A szakasz Waldportnál ágazik le a 101-es szövetségi útról, majd egy északkelet–dél irányú félkört leírva az Alsea-folyó nyomvonalát követi. A pálya Westwood Village-től nyugatra áttér a folyó keleti partjára, ezután pedig a Siuslaw Nemzeti Erdőben kanyarog tovább. Alseánál északkeletre fordul, majd Flynn és Corvallis között a 20-as szövetségi országúttal közösen halad. A Willamette-folyót keresztezve elhagyja a várost, majd kelet felé futva áthalad a Calapooia-folyó felett, majd Tangentnél a 99E út keresztezéséhez érkezik. A településről kiérve az útvonal keleti irányban elhalad az Interstate 5 alatt, majd Lebanonnál újra a 20-as útba torkollik.